# Надеждин, Александр Иванович
Александр Иванович Надеждин (1858—1886) — русский физик.
Работал в Киевском университете под руководством М. П. Авенариуса. Работы по изучению температуры абсолютного кипения жидкостей, критической температуры изомеров и гомологических рядов. Защитил 8 апреля 1886 года магистерскую диссертацию «Этюды по сравнительной физике».
Предложил оригинальный способ для определения критической температуры жидкостей в непрозрачных трубках (т. н. весовой метод). Определил критические температуры азотноватой кислоты, брома, йода и воды (1885). Изучал теплоёмкости жидкостей.